# رانسارت
رانسارت El Ronsåtهي مقاطعة في مدينة شارلوروا وتوجد في الإقليم الوالوني.

## أعلام
- أراجيح بول